# Pałac biskupi (letni) we Wrocławiu
Letni pałac biskupi we Wrocławiu lub Pałac Websky’ego (niem. Websky-Schlößchen Breslau) – dawny letni pałac biskupów wrocławskich przy ul. Traugutta 111/113 we Wrocławiu. Obecnie siedziba Muzeum Etnograficznego.

## Historia
Biskup Philipp Ludwig von Sinzendorf polecił zbudowanie rezydencji letniej poza murami Wrocławia. Fryderyk II w 1744 mianował Philippa Gottharda von Schaffgotscha koadiutorem (następcą) Sinzendorfa. Projektantem budowli, zrealizowanej w latach 1732–1737 był Christoph Hackner. Był to początkowo niewielki budynek z 4 pokojami i salą balową, otoczony parkiem. Nieużytkowany przez biskupów w latach 1751–1795, został w 1880 r. sprzedany kupcowi Egmontowi Websky’emu, który zlecił przebudowę pałacu wg projektu firmy Brost&Grosser w stylu neobarokowym; w tej formie pałac zachował się do dzisiaj. Od 1905 r. pałac mieścił muzeum sztuki, a od 1907 r. Urząd Stanu Cywilnego. Zniszczony w 1945 r. w czasie oblężenia Wrocławia, pałac został odbudowany w latach 1960–1963 i mieścił Dom Aktora. Od 2004 r., po modernizacji, jest siedzibą Muzeum Etnograficznego.

## Opis
W fasadzie znajdują się dwie kolumny podtrzymujące taras  na piętrze pomiędzy ryzalitami. Powyżej lukarna zwieńczona trójkątnym frontonem. Poniżej kartusz z herbem.

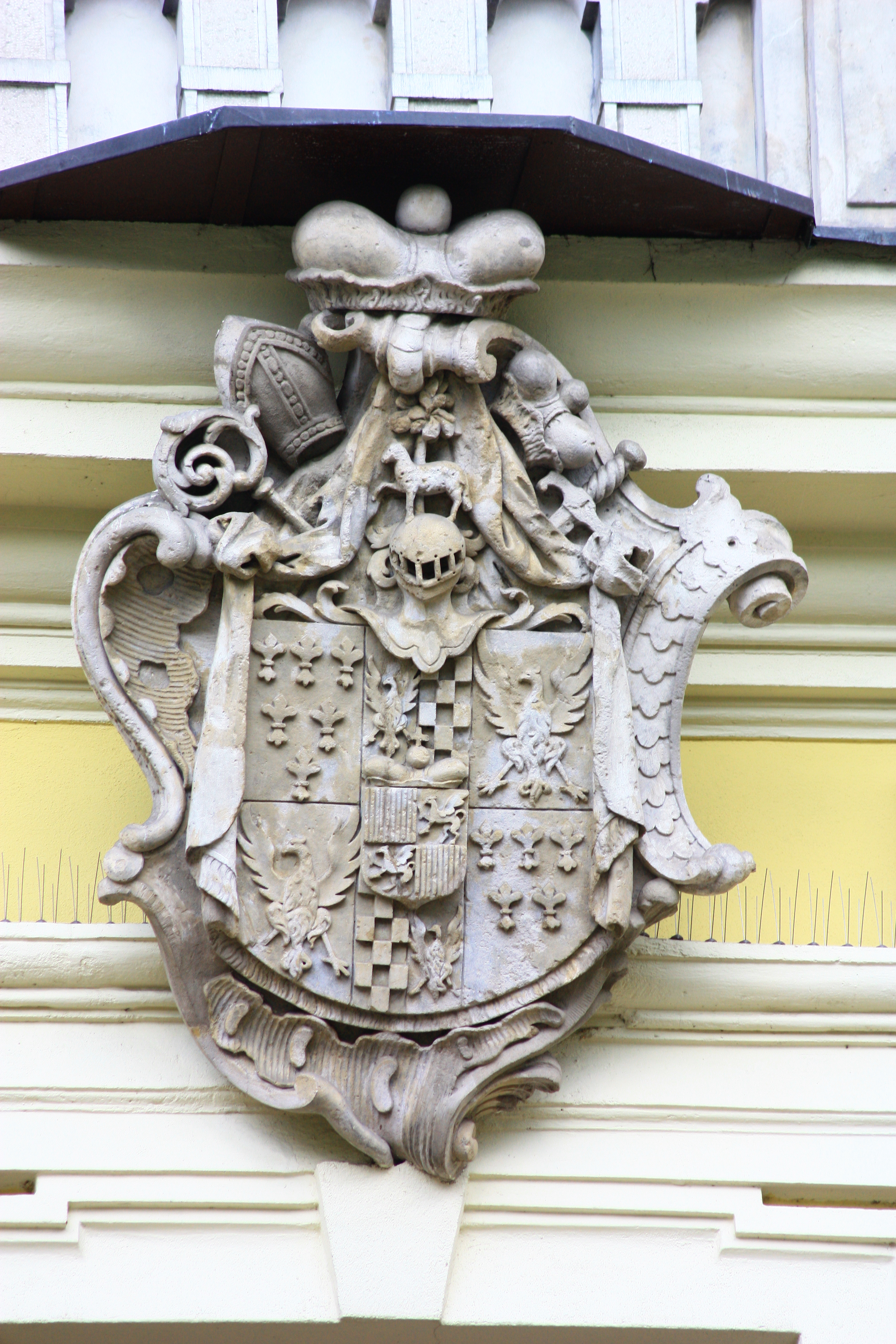
Kartusz z herbem  Philippa Schaffgotsch
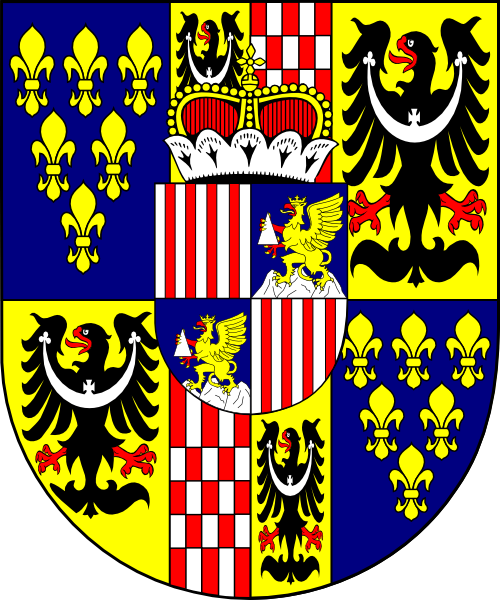
Herb Philippa von Schaffgotsch